# Большеноги (насекомые)
Большеноги, или жуки-большеноги, (лат. Megalopodidae) — небольшое семейство жесткокрылых, совмещающих признаки усачей (Cerambycidae) и листоедов (Chrysomelidae). Жуки питаются пыльцой, листьями, соком и т. п., личинки развиваются внутри растений. 29 родов и 582 вида, преимущественно в тропиках.

## Классификация
Три подсемейства.
- Palophaginae Kuschel & May, 1990. 3 рода, 4 вида. Реликтовая группа, наиболее близкая к жукам-усачам. Известны из восточной Австралии и центрального Чили. Личинка развивается в мужских стробилах араукарий (Araucaria).
- Megalopodinae Latreille, 1802. Собственно большеноги. 25 родов и примерно 350 видов, в основном в Центральной и Южной Америке, где они связаны преимущественно или даже исключительно с паслёновыми. В целом, о биологии практически всех описанных видов большеногов сведений нет, личинки их также не найдены. По единичным описанным случаям известно, что личинки развиваются внутри стеблей, взрослые жуки пережёвывают сочные растительные побеги и поглощают сок, встречаются также на цветах. Задние бёдра самцов обычно увеличены и сильно изогнуты (отсюда название), что используется как оружие в драках с другими самцами[6].
- Zeugophorinae Böving & Craighead, 1931. Единственный род Zeugophora, около 70 видов. Распространены всесветно. Питаются листьями: жуки их обгрызают, а личинки проделывают мины.